# Kim Jong-pil
Kim Jong-pil (Condado de Buyeo, Chungcheong del Sur; 7 de enero de 1926-22 de junio de 2018) fue un político y militar de Corea del Sur y fundador de la Agencia Central de Inteligencia Coreana (ACIC, actualmente el Servicio de Inteligencia Nacional de Corea del Sur) que sirvió como Primer ministro dos veces, en los periodos de 1971-1975 y 1998-2000.

## Retiro
En 2004, anunció su retiro de la política después de que su candidatura en la Asamblea Nacional fracasara y su partido, Demócratas Liberales Unidos, no consiguiera obtener un considerable número de escaños en las elecciones legislativas de 2004. El partido se fusionó posteriormente con el principal partido opositor  Gran Partido Nacional.